# بيتر غوردون (مؤرخ)
بيتر غوردون (بالإنجليزية: Peter Gordon)‏ هو مؤرخ أمريكي، ولد في 1966.

## وصلات خارجية
- الموقع الرسمي